# 4. februar
4. februar je 35. dan leta v gregorijanskem koledarju. Ostaja še 330 dni (331 v prestopnih letih).

## Dogodki
- 1194 – Riharda Levjesrčnega izpustijo iz ujetništva v trdnjvi Tribur
- 1789 – George Washington izvoljen za prvega predsednika ZDA
- 1864 – ustanovljena Slovenska matica
- 1899 – z obstreljevanjem Manile se prične filipinsko - ameriška vojna
- 1923 – Francija zasede Offenburg, Appenweier in Buhl v Porurju kot del dogovora po koncu prve svetovne vojne
- 1934 – odprtje Bloudkove skakalnice v Planici
- 1945:
  - pričetek ameriške ofenzive na Manilo
  - pričetek jaltske konference
- 1948 – Cejlon (danes Šrilanka) postane neodvisna država
- 2003 – Zvezna republika Jugoslavija se s sprejetjem ustave preoblikuje v ohlapnejšo konfederacijo dveh državnih enot in privzeme novo ime, Državna skupnost Srbije in Črne gore

## Rojstva
- 1337 – Ludvik II., burbonski vojvoda († 1410)
- 1573 – György Káldi, madžarski teolog in prevajalec katoliškega Svetega pisma († 1634)
- 1693 – George Lillo, angleški dramatik († 1739)
- 1746 – Tadeusz Kościuszko, poljski častnik, državnik († 1817)
- 1797 – Blaž Crobath, slovenski politik, pravnik in mecen († 1848)
- 1815 – Josip Juraj Strossmayer, hrvaški škof, politik († 1905)
- 1842 – Arrigo Boito, italijanski pesnik, skladatelj, pisatelj († 1918)
- 1871 – Josip Macarol, slovenski slikar († 1951)
- 1872 – Goce Delčev, makedonski upornik († 1903)
- 1897 – Ludwig Erhard, nemški ekonomist, kancler († 1977)
- 1900 – Jacques-Henri-Marie Prévert, francoski pesnik († 1977)
- 1902 – Charles Lindbergh, ameriški letalec († 1974)
- 1906
  - Clyde William Tombaugh, ameriški astronom († 1997)
  - Dietrich Bonhoeffer, nemški protestantski pastor, teolog in borec proti nacizmu († 1945)
- 1913 – Rosa Parks, ameriška borka za človekove pravice († 2005)
- 1917 – Aga Mohamed Jahja Khan, pakistanski predsednik († 1980)
- 1922 – Jakob Savinšek, slovenski kipar, risar († 1961)
- 1928 – Kim Jong-nam, severnokorejski politik
- 1947 – Dan Quayle, ameriški politik
- 1948
  - Alice Cooper, ameriški rock pevec
  - Marisol
- 1962 – Žiga Turk, slovenski informatik, politik in kolumnist
- 1963 – Pirmin Zurbriggen, švicarski alpski smučar
- 1971 – Eric Garcetti
- 1975 – Natalie Imbruglia, avstralska pevka in igralka

## Smrti
- 856 – Hraban Maver, frankovski teolog in enciklopedist (* okoli 780)
- 1168 – Thierry Alzacijski, flandrijski grof, križar (* 1099)
- 1222 – Vilijem I., holandski grof, križar (* 1170)
- 1508 – Conradus Celtis, nemški humanist, pesnik (* 1459)
- 1673 – Hošina Masajuki, japonski samuraj, daimjo klana Aizu in mecen (* 1611)
- 1713 – Anthony Ashley Cooper, tretji grof Shaftesburijski, angleški politik in filozof (* 1671)
- 1774 – Charles Marie de La Condamine, francoski geograf, matematik (* 1701)
- 1801 – Marko Pohlin, slovenski pisatelj, jezikoslovec (* 1735)
- 1894 – Antoine Joseph Adolphe Sax, belgijski izumitelj glasbil (* 1814)
- 1895 – Thomas Penyngton Kirkman, angleški matematik (* 1806)
- 1925 – Robert Koldewey, nemški arhitekt, arheolog (* 1855)
- 1928 – Hendrik Antoon Lorentz, nizozemski fizik, nobelovec 1902 (* 1853)
- 1939 – Edward Sapir, nemško-ameriški antropolog in lingvist (* 1884)
- 1974 – Satjendra Nat Bose, indijski fizik, matematik (* 1894)
- 1987 – Carl Rogers, ameriški psiholog (* 1902)
- 2001 – Jannis Ksenakis, grški skladatelj (* 1922)
- 2005 – Janez Bitenc, slovenski skladatelj, pedagog (* 1925)
- 2022 – Marko Brecelj, slovenski kantavtor (* 1951)

## Goduje
- sveti Hraban Maver
- sveti Ansgar
- sveti Andrej Corsini
- sveti Janez de Britto
- sveti Jožef Leoniški